# Gilbert André
Pour les articles homonymes, voir André.
Gilbert André, né le 27 août 1927 à Gérardmer dans les Vosges et mort le 3 octobre 2018 à Modane en Savoie, est un homme politique français.
Il est l'une des figures ayant conduit à la création du Parc national de la Vanoise. Il a été maire de Bonneval-sur-Arc (Haute-Maurienne) pendant près de quatre décennies.

## Biographie
Fils d'un industriel du bois, Gilbert André abandonne ses études à l'École supérieure du bois à Vincennes pour partir en pérégrinations au Royaume-Uni puis dans une des premières communautés de l'Arche fondée par Lanza del Vasto, avant de partir en stop pour Tamanrasset et enfin de parcourir les Alpes trois ans durant, de 1950 à 1952.
Élu maire de Bonneval-sur-Arc en 1956 (mandat qu'il conserve jusqu'en 1995 avec deux ans d'interruption dans les années 1980) après un séjour dans la commune proche de Val d'Isère, il milite pour la création d'un « parc culturel », destiné à protéger les populations locales et leurs traditions. Il soumet un rapport en vue de la création d'un tel parc, en 1955, au Conseil national de la protection de la nature, fonde un comité des parcs de France avec l’aide de Vincent Planque auquel adhèrent plusieurs ministres et académiciens, et parvient à convaincre le conseil général de la Savoie de voter à l'unanimité, en décembre 1955, un vœu en faveur de la création d'un tel parc, rassemblant autour de lui Pierre Dumas (UNR), Joseph Fontanet (MRP) et Pierre Cot (apparenté PCF). 
Gilbert André est marqué par les écrits de Georges Duhamel, Gustave Thibon, Alexis Carrel, Daniel Roche ainsi que Lanza del Vasto , qu'il rencontre tous, tout comme le dessinateur Samivel. Gustave Thibon, philosophe ruraliste, le présente au président du Conseil Antoine Pinay. C'est ainsi qu'il parvient à rencontrer bon nombre d'élites de la IVe République, dont Jacques Vendroux, le frère d’Yvonne de Gaulle, soutiens qu'il mettra à profit pour la création du parc.
Officier de la Légion d'honneur, il reçoit en 2003, lors des 40 ans du Parc de la Vanoise, la médaille de Commandeur de l'ordre national du Mérite. Depuis, il est régulièrement interviewé sur différentes questions liées à Bonneval-sur-Arc ou au parc.
Il est élu à l'Académie des sciences, belles-lettres et arts de Savoie, avec pour titre académique titulaire effectif résident.
Gilbert André meurt le 3 octobre 2018 à l'hôpital de Modane à l'âge de 91 ans.